# October Gale
October Gale je kanadský film, který natočila režisérka Ruba Nadda podle vlastního scénáře. Hráli v něm Patricia Clarkson, Scott Speedman, Tim Roth, Callum Keith Rennie a další. Pojednává o lékařce Helen Matthews, která se vyrovnává se ztrátou svého dlouholetého manžela. Kvůli tomu se rozhodne, že stráví nějaký čas o samotě na rodinné chatě. Jeho natáčení probíhalo v okolí zálivu Georgian Bay. Premiéru měl 11. září roku 2014 na Torontském mezinárodním filmovém festivalu. Do kin byl uveden v březnu 2015. Autorem originální hudby k filmu je Mischa Chillak. Na sounadtracku se dále vyskytuje například píseň „Close Watch“ od velšského hudebníka Johna Calea v podání Agnes Obel.